# Афсане-Сара
Афсане-Сара (перс. افسانه سرا) — село в Ірані, у дегестані Бала-Ларіджан, у бахші Ларіджан, шагрестані Амоль остану Мазендеран. За даними перепису 2006 року, його населення становило 189 осіб, що проживали у складі 4 сімей.